# U21-allsvenskan
U 21-allsvenskan, av sponsorskäl även kallad Folksam U 21, är en U21-serie för svenska fotbollslag. Serien infördes 2008 och ersatte tidigare reservlagsserier, företrädesvis för klubbar i Allsvenskan och Superettan. Bortsett från åldersgränsen påminner reglerna om reservlagsspel, till exempel är sju byten per match tillåtna istället för vanliga tre. Varje lag tillåts ha fem överåriga spelare, målvakten är oberoende av denna regel.
Tävlingen inleds med seriespel fördelat på tre serier: "Norra", "Mellersta" och "Södra". De 16 bästa lagen går vidare till ett gruppspel om 4 grupper, vilket följs av kvartsfinaler, semifinaler och finalspel.

## Mästarlag
- 2008: Malmö FF
- 2009: Halmstads BK
- 2010: BK Häcken
- 2011: Djurgårdens IF
- 2012: Malmö FF
- 2013: IF Elfsborg
- 2014: BK Häcken
- 2015: Djurgårdens IF
- 2016: Hammarby IF
- 2017: Djurgårdens IF
- 2018: Hammarby IF
- 2019: IFK Norrköping
- 2020: Inställt
- 2021: Halmstads BK
- 2022: IF Elfsborg
- 2023: Malmö FF